# Lubuk Gedang (Lais)
Lubuk Gedang is een bestuurslaag in het regentschap Bengkulu Utara van de provincie Bengkulu, Indonesië. Lubuk Gedang telt 1593 inwoners (volkstelling 2010).